# Храм Рождества Богородицы (Старица)
Церковь Рождества Пресвятой Богородицы, также известна как церковь Параскевы Пятницы — православный храм в городе Старица Тверской области. Памятник архитектуры.
Расположен по адресу: ул. Ленина, дом 6.

## История
Храм имеет длинную и сложную историю, в его источниках о его строительстве имеется множество неточностей.

Первое упоминание о храме Параскевы Пятницы датируется 1668 годом:
Сия книга глаголемая служебник церкви великия мученицы Христовой Параскевеи, нареченной Пятницы. Продал Евангелие ветхое тое же церкви поп Иван в Государево дворцовое село Бороздино, а взято денег полтора рубли, на те деньги куплен служебник да часослов.
По некоторым источникам каменный храм был построен только в 1750 году, в это же время был освящён придел во имя Рождества Пресвятой Богородицы.
По другим данным в 1806 году был построен придел во имя Нила Столобенского, а только в 1824 году — во имя Параскевы Пятницы.
В советское время храм был закрыт и заброшен.
В 1970-х годах под руководством архитектора-реставратора Владимира Якубени в храме был проведён ремонт, однако на данный момент здание снова нуждается в восстановительных работах.

## Галерея

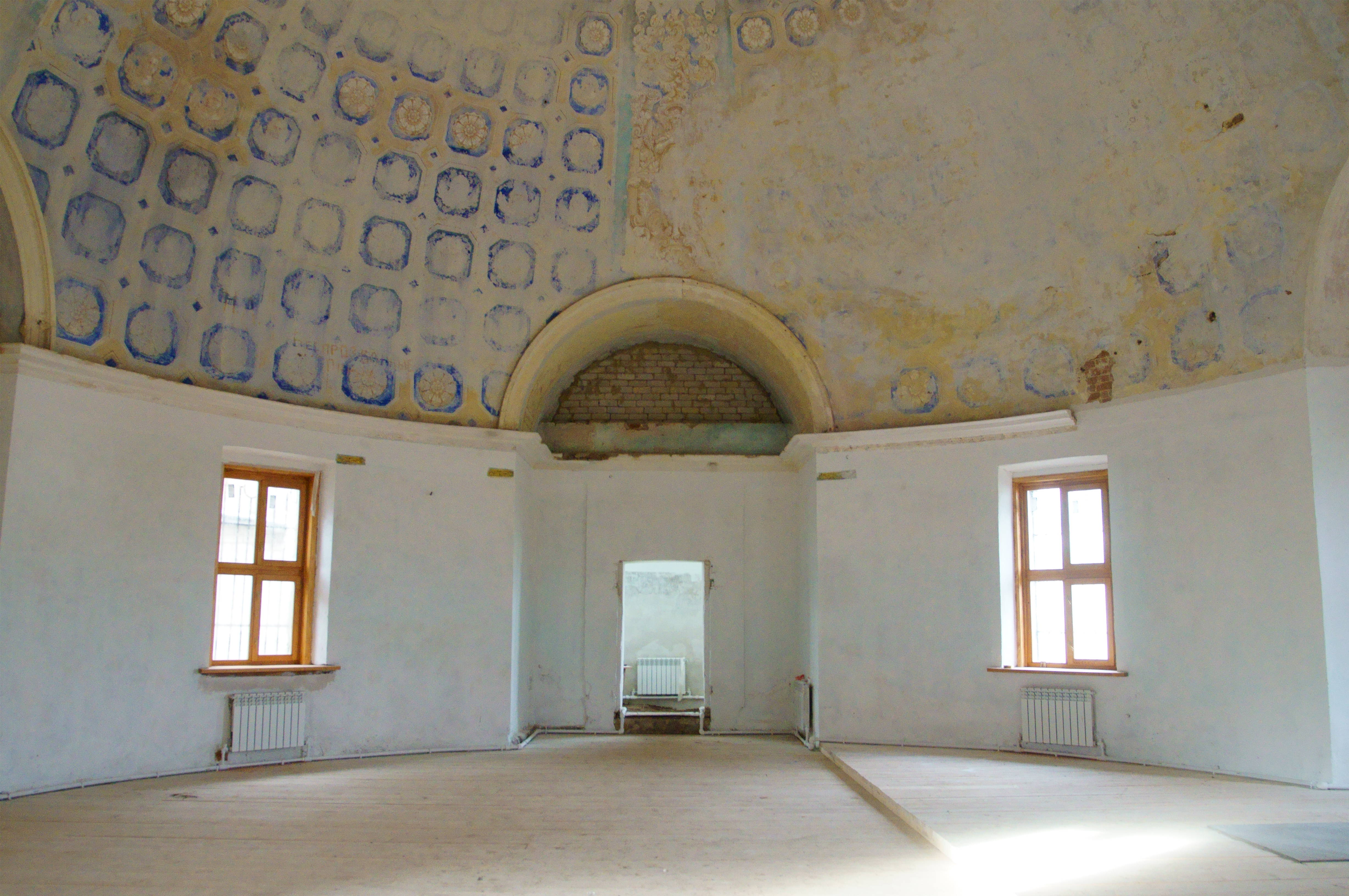
Интерьер, 2019
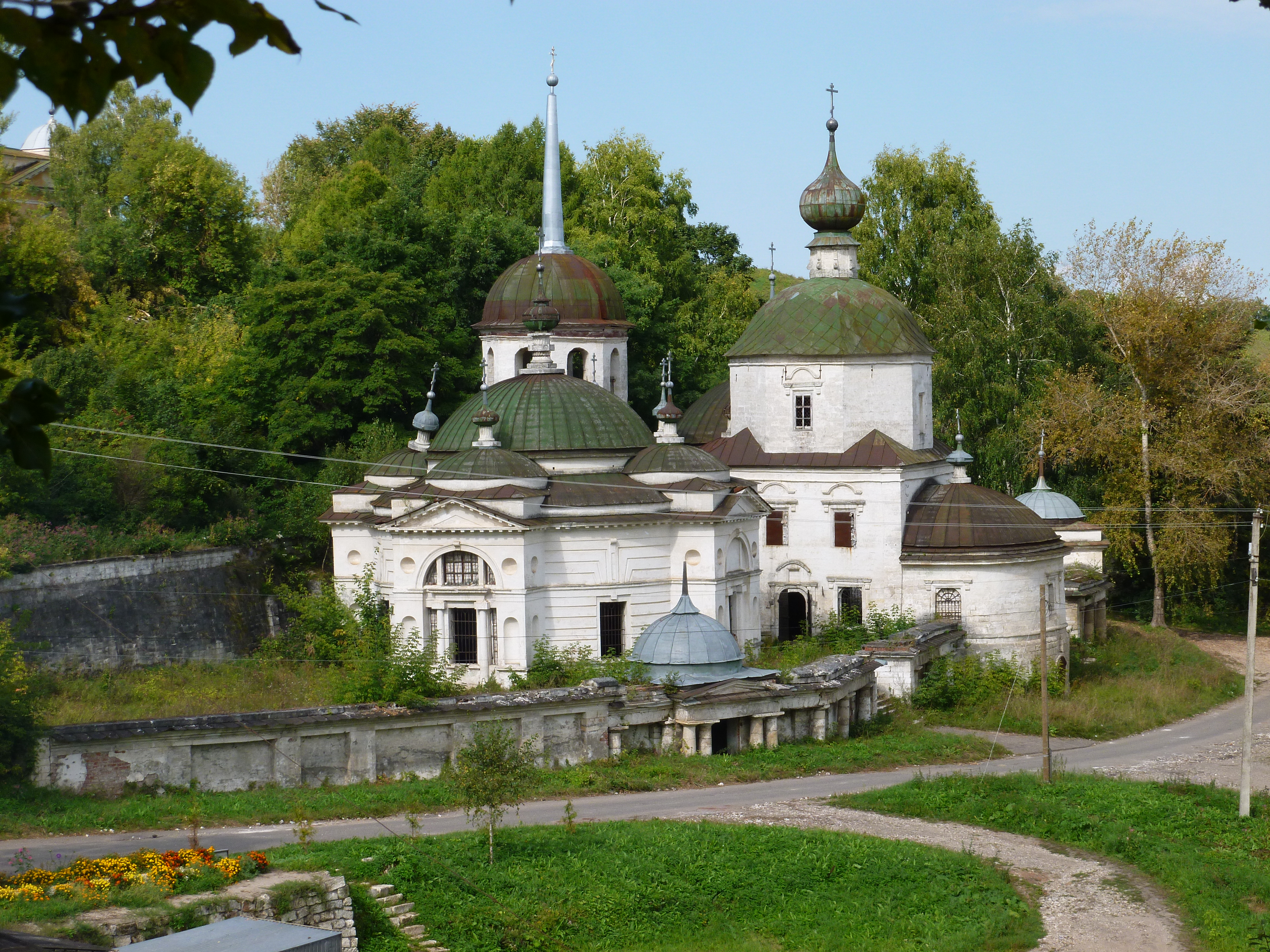
Ансамбль храма, 2013
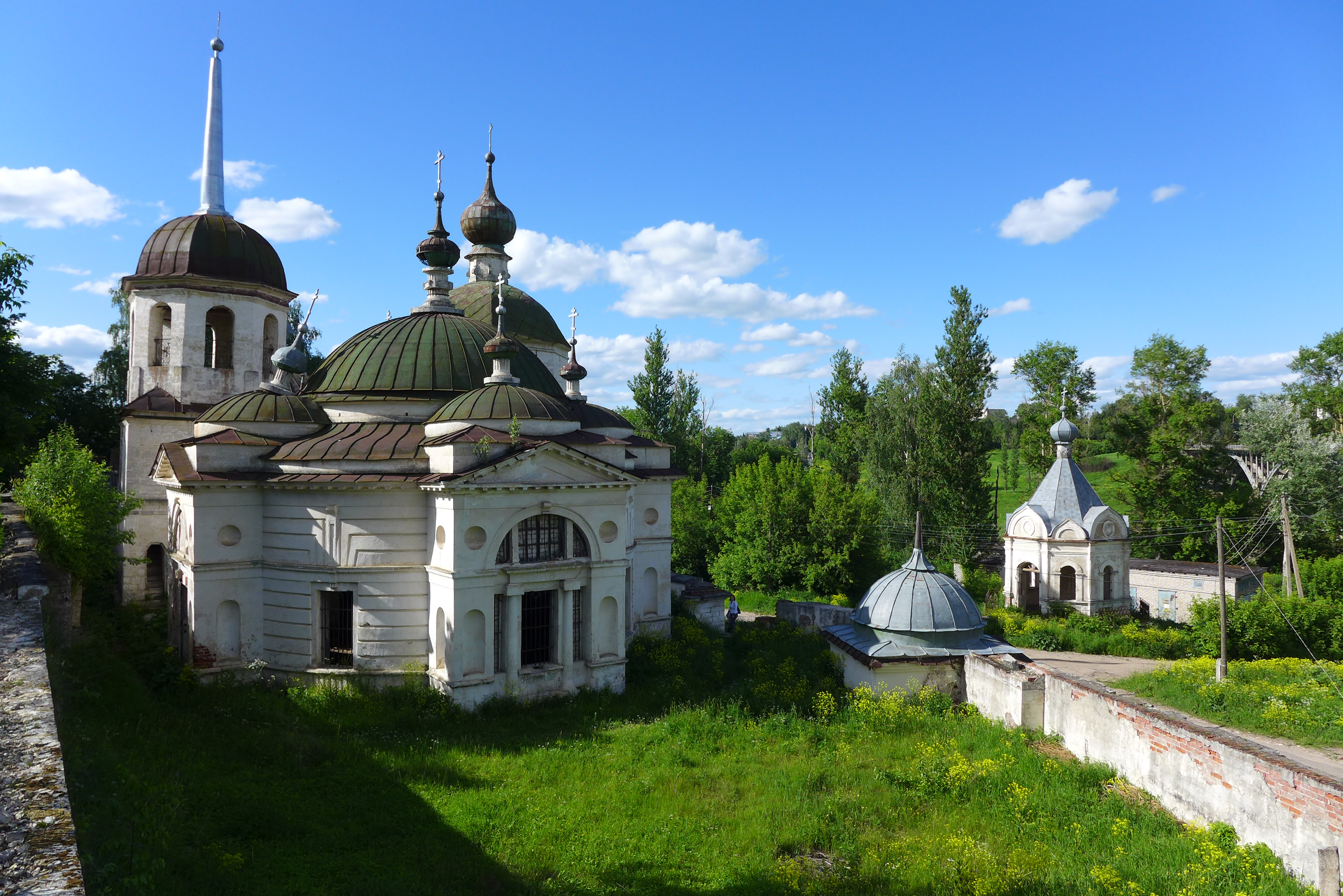
Общий вид, 2016
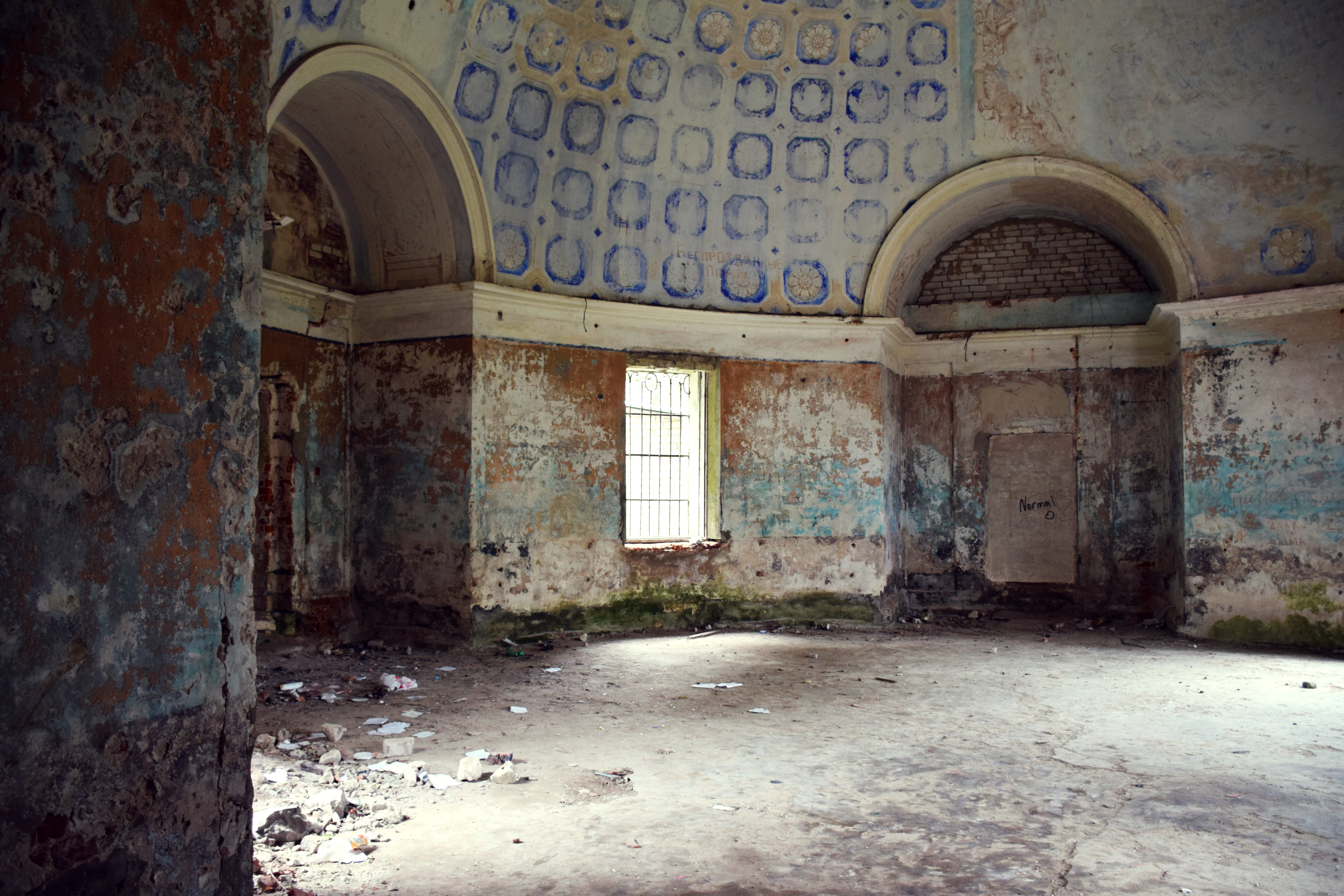
Храм изнутри, 2016